# تاریخ عقاید سیاسی از افلاطون تا ماکیاولی
تاریخ عقاید سیاسی از افلاطون تا ماکیاولی کتابی از محسن عزیزی است که در سال ۱۳۳۹ از سوی دانشگاه تهران منتشر شد. قرار بود این کتاب جلد دومی داشته باشد که به دلایل نامعلوم منتشر نشد. این کتاب نخستین درسنامهٔ اندیشهٔ سیاسی در ایران است.

## نقد
جواد طباطبایی دربارهٔ این کتاب می‌گوید «در نوع خود اثری بی‌نظیر در زبان فارسی است».